# John Hill (football)
Pour les articles homonymes, voir Hill et John Hill (homonymie).
John Hill est un footballeur néo-zélandais, né le 7 janvier 1950 en Irlande du Nord. Il évolue au poste de défenseur latéral droit du début des années 1970 au début des années 1980.
Il joue notamment dans le club nord-irlandais de Glentoran FC puis, après avoir émigré en Nouvelle-Zélande, au Gisborne City AFC. Il compte 17 sélections en équipe de Nouvelle-Zélande et dispute la Coupe du monde 1982 avec la sélection néo-zélandaise.

## Biographie
John Hill commence le football au sein du Glentoran FC, club d'Irlande du Nord, avant d'émigrer en Nouvelle-Zélande en 1975.
Il évolue alors au Gisborne City AFC qui est relégué en 1976 avec seulement trois victoires en 18 matchs. Le club remporte en 1979 la ligue du centre de Division 2 et, l'année suivante, termine vice-champion à quatre points de Mount Wellington AFC.
Naturalisé néo-zélandais, John Hill, défenseur droit bon en contre-attaque, fait ses débuts en équipe nationale le 20 août 1980, face au Mexique, les Néo-Zélandais s'imposent sur le score de quatre buts à zéro. Il est retenu pour la Coupe du monde 1982, et dispute la rencontre perdue cinq buts à deux face à l'Écosse.
Il met fin à sa carrière après cette compétition et devient journaliste au Gisborne Herald (en).

## Palmarès
- Vice-dhampion de Nouvelle-Zélande en 1980 avec Gisborne City AFC.
- Champion de la ligue du centre de Division 2 en 1979 avec Gisborne City AFC.
- Finaliste du tournoi Air New Zealand en 1976 avec Gisborne City AFC.
- Finaliste du Challenge Trophy en 1981 Gisborne City AFC.

- 17 sélections avec la Nouvelle-Zélande.